# Beside Her
Pour plus de détails, voir Fiche technique et Distribution.
Beside Her (littéralement : À côté d'elle) est un court métrage américain réalisé par Carrie Carnevale sorti en 2012.

## Fiche technique
- Titre original : Beside Her
- Réalisation : Carrie Carnevale
- Scénario : Carrie Carnevale, Alison Mason, Scott Trimble
- Montage : Morgan Hanner
- Musique : David Castle
- Photographie : Richie Trimble
- Producteur : Carrie Carnevale, Alison Mason
- Producteur associé : Paula Sanchez
- Producteur exécutif : Carrie Carnevale, David Carnevale, Scott Trimble, Robin Williams
- Société de production : 17 Films, Scientific Traveler Studios
- Société de distribution :
- Pays de production :  États-Unis
- Langue : anglais américain
- Genre : Drame, romance saphique
- Lieux de tournage : Point Mugu, Los Angeles (North Hollywood, Van Nuys) , Californie, États-Unis
- Durée : 17 minutes
- Dates de sortie : 
  - États-Unis :
    - 2 avril 2012 à la Los Angeles Municipal Art Gallery (en)
    - 21 juin 2012 au Festival international du film de Palm Springs
    - 22 septembre 2012 (Healdsburg International Short Film Festival)
    - 13 octobre 2012 (LA Femme International Film Festival)
    - 20 octobre 2012 (San Jose International Short Film Festival)
    - 9 janvier 2013 (Idyllwild Cinema Fest)
    - 26 janvier 2013 (Out in the Desert: Tucson's International LGBT Film Festival)
    - 7 avril 2013 (SOHO International Film Festival)
    - 15 avril 2013 (FirstGlance Short Online Contest)
    - 11 août 2013 au North Carolina Gay & Lesbian Film Festival (en)
    - 8 novembre 2013 au Red Rock Film Festival (en)
    - 10 novembre 2013 (Long Island Gay & Lesbian Film Festival)
    - 10 novembre 2013 (OUTrageous: Santa Barbara LGBTQ Film Festival)
    - 15 mars 2014 (Los Angeles Women's International Film Festival)
    - 29 mars 2014 (San Francisco International Women's Film Festival)

  - France :
    - 1er novembre 2013 au Festival international du film lesbien et féministe de Paris
    - 26 avril 2014 au Printemps Lesbien de Toulouse

  - Italie : 31 mai 2014 au Festival IMMaginario

## Distribution
- Erika Sabel Flores : Sofia Rios
- Ashley Watkins : Rachel Moretti
- Owen Conway : Jeffrey
- Andrew David James : Driver